# Sound+Vision Tour
A Sound+Vision Tour foi a sétima turnê mundial do cantor e compositor britânico David Bowie, para a divulgação da coletânea Sound+Vision, lançada pela EMI/Virgin Records em 1989. A turnê se começou em 4 de março de 1990 em Quebec, no Canadá, e terminou em 29 de setembro do mesmo ano em Buenos Aires, Argentina. A apresentação na Argentina foi a primeira de uma artista britânico no país após a Guerra das Malvinas. Com 109 shows em 21 países de três continentes, foi a maior turnê da carreira de Bowie. 

## Shows
| Data                   | Cidade           | País               | Local                                         |
| América do Norte       | América do Norte | América do Norte   | América do Norte                              |
| ---------------------- | ---------------- | ------------------ | --------------------------------------------- |
| 4 de março de 1990     | Cidade de Quebec | Canadá             | Colisée de Québec                             |
| 6 de março de 1990     | Montreal         | Canadá             | Montreal Forum                                |
| 7 de março de 1990     | Toronto          | Canadá             | SkyDome                                       |
| 10 de março de 1990    | Winnipeg         | Canadá             | Winnipeg Arena                                |
| 12 de março de 1990    | Edmonton         | Canadá             | Northlands Coliseum                           |
| 13 de março de 1990    | Calgary          | Canadá             | Olympic Saddledome                            |
| 15 de março de 1990    | Vancouver        | Canadá             | Pacific Coliseum                              |
| Europa                 |                  |                    |                                               |
| 19 de março de 1990    | Birmingham       | Reino Unido        | National Exhibition Centre                    |
| 20 de março de 1990    | Birmingham       | Reino Unido        | National Exhibition Centre                    |
| 23 de março de 1990    | Edimburgo        | Reino Unido        | Royal Highland Exhibition Centre              |
| 24 de março de 1990    | Edimburgo        | Reino Unido        | Royal Highland Exhibition Centre              |
| 26 de março de 1990    | Londres          | Reino Unido        | Docklands Arena                               |
| 27 de março de 1990    | Londres          | Reino Unido        | Docklands Arena                               |
| 28 de março de 1990    | Londres          | Reino Unido        | Docklands Arena                               |
| 30 de março de 1990    | Roterdã          | Países Baixos      | The Ahoy                                      |
| 2 de abril de 1990     | Paris            | França             | Palais Omnisports de Paris-Bercy              |
| 3 de abril de 1990     | Paris            | França             | Palais Omnisports de Paris-Bercy              |
| 5 de abril de 1990     | Frankfurt        | Alemanha Ocidental | Festhalle                                     |
| 7 de abril de 1990     | Hamburgo         | Alemanha Ocidental | Alsterdorfer Sporthalle                       |
| 8 de abril de 1990     | Berlim           | Alemanha Ocidental | Deutschlandhalle                              |
| 10 de abril de 1990    | Munique          | Alemanha Ocidental | Olympiahalle                                  |
| 11 de abril de 1990    | Estugarda        | Alemanha Ocidental | Hanns-Martin-Schleyer-Halle                   |
| 13 de abril de 1990    | Milão            | Itália             | Palatrussardi                                 |
| 14 de abril de 1990    | Milão            | Itália             | Palatrussardi                                 |
| 17 de abril de 1990    | Roma             | Itália             | Palaeur                                       |
| 20 de abril de 1990    | Bruxelas         | Bélgica            | Forest National                               |
| 21 de abril de 1990    | Bruxelas         | Bélgica            | Forest National                               |
| 22 de abril de 1990    | Dortmund         | Alemanha Ocidental | Westfalenhalle                                |
| América do Norte       |                  |                    |                                               |
| 27 de abril de 1990    | Miami            | Estados Unidos     | Miami Arena                                   |
| 29 de abril de 1990    | Pensacola        | Estados Unidos     | Pensacola Civic Center                        |
| 1 de maio de 1990      | Orlando          | Estados Unidos     | Orlando Arena                                 |
| 4 de maio de 1990      | São Petersburgo  | Estados Unidos     | Florida Suncoast Dome                         |
| 5 de maio de 1990      | Jacksonville     | Estados Unidos     | Jacksonville Memorial Coliseum                |
| 7 de maio de 1990      | Atlanta          | Estados Unidos     | Omni Coliseum                                 |
| 9 de maio de 1990      | Chapel Hill      | Estados Unidos     | Dean Smith Center                             |
| Ásia                   |                  |                    |                                               |
| 15 de maio de 1990     | Tóquio           | Japão              | Tokyo Dome                                    |
| 16 de maio de 1990     | Tóquio           | Japão              | Tokyo Dome                                    |
| América do Norte       |                  |                    |                                               |
| 20 de maio de 1990     | Vancouver        | Canadá             | BC Place Stadium                              |
| 21 de maio de 1990     | Tacoma           | Estados Unidos     | Tacoma Dome                                   |
| 23 de maio de 1990     | Los Angeles      | Estados Unidos     | Los Angeles Memorial Sports Arena             |
| 24 de maio de 1990     | Sacramento       | Estados Unidos     | California Exposition                         |
| 26 de maio de 1990     | Los Angeles      | Estados Unidos     | Dodger Stadium                                |
| 28 de maio de 1990     | Mountain View    | Estados Unidos     | Shoreline Amphitheatre                        |
| 29 de maio de 1990     | Mountain View    | Estados Unidos     | Shoreline Amphitheatre                        |
| 1 de junho de 1990     | Denver           | Estados Unidos     | McNichols Sports Arena                        |
| 2 de junho de 1990     | Denver           | Estados Unidos     | McNichols Sports Arena                        |
| 4 de junho de 1990     | Dallas           | Estados Unidos     | Starplex Amphitheater                         |
| 6 de junho de 1990     | Austin           | Estados Unidos     | Frank Erwin Center                            |
| 7 de junho de 1990     | Houston          | Estados Unidos     | Woodlands Pavilion                            |
| 9 de junho de 1990     | Kansas City      | Estados Unidos     | Sandstone Amphitheater                        |
| 10 de junho de 1990    | St. Louis        | Estados Unidos     | St. Louis Arena                               |
| 12 de junho de 1990    | Noblesville      | Estados Unidos     | Deer Creek Music Center                       |
| 13 de junho de 1990    | Milwaukee        | Estados Unidos     | Marcus Amphitheater                           |
| 15 de junho de 1990    | Chicago          | Estados Unidos     | World Music Theatre                           |
| 16 de junho de 1990    | Chicago          | Estados Unidos     | World Music Theatre                           |
| 19 de junho de 1990    | Cleveland        | Estados Unidos     | Richfield Coliseum                            |
| 20 de junho de 1990    | Cleveland        | Estados Unidos     | Richfield Coliseum                            |
| 22 de junho de 1990    | Auburn Hills     | Estados Unidos     | The Palace of Auburn Hills                    |
| 24 de junho de 1990    | Auburn Hills     | Estados Unidos     | The Palace of Auburn Hills                    |
| 25 de junho de 1990    | Auburn Hills     | Estados Unidos     | The Palace of Auburn Hills                    |
| 27 de junho de 1990    | Burgettstown     | Estados Unidos     | Coca-Cola Star Lake Amphitheater              |
| 30 de junho de 1990    | St. John's       | Canadá             | Memorial Stadium                              |
| 2 de julho de 1990     | Moncton          | Canadá             | Moncton Coliseum                              |
| 4 de julho de 1990     | Toronto          | Canadá             | Canadian National Exhibition Stadium          |
| 6 de julho de 1990     | Ottawa           | Canadá             | Ottawa Civic Centre                           |
| 7 de julho de 1990     | Saratoga Springs | Estados Unidos     | Saratoga Performing Arts Center               |
| 9 de julho de 1990     | Filadélfia       | Estados Unidos     | The Spectrum                                  |
| 10 de julho de 1990    | Filadélfia       | Estados Unidos     | The Spectrum                                  |
| 12 de julho de 1990    | Filadélfia       | Estados Unidos     | The Spectrum                                  |
| 13 de julho de 1990    | Filadélfia       | Estados Unidos     | The Spectrum                                  |
| 16 de julho de 1990    | Uniondale        | Estados Unidos     | Nassau Veterans Memorial Coliseum             |
| 18 de julho de 1990    | Columbia         | Estados Unidos     | Merriweather Post Pavilion                    |
| 19 de julho de 1990    | Columbia         | Estados Unidos     | Merriweather Post Pavilion                    |
| 21 de julho de 1990    | Foxborough       | Estados Unidos     | Foxboro Stadium                               |
| 23 de julho de 1990    | Hartford         | Estados Unidos     | Hartford Civic Center                         |
| 25 de julho de 1990    | Niagara Falls    | Estados Unidos     | Niagara Falls Convention and Civic Center     |
| 29 de julho de 1990    | East Rutherford  | Estados Unidos     | Giants Stadium                                |
| Europa                 |                  |                    |                                               |
| 4 de agosto de 1990    | Milton Keynes    | Reino Unido        | National Bowl                                 |
| 5 de agosto de 1990    | Milton Keynes    | Reino Unido        | National Bowl                                 |
| 7 de agosto de 1990    | Manchester       | Reino Unido        | Maine Road                                    |
| 9 de agosto de 1990    | Dublin           | Irlanda            | Point Theatre                                 |
| 10 de agosto de 1990   | Dublin           | Irlanda            | Point Theatre                                 |
| 13 de agosto de 1990   | Fréjus           | França             | Arènes de Fréjus                              |
| 16 de agosto de 1990   | Ghent            | Bélgica            | Flanders Expo                                 |
| 18 de agosto de 1990   | Nijmegen         | Países Baixos      | Stadion de Goffert                            |
| 19 de agosto de 1990   | Maastricht       | Países Baixos      | Maastricht Exhibition & Congress Centre       |
| 22 de agosto de 1990   | Oslo             | Noruega            | Jordal Stadion                                |
| 24 de agosto de 1990   | Estocolmo        | Suécia             | Estádio Olímpico de Estocolmo                 |
| 25 de agosto de 1990   | Copenhaga        | Dinamarca          | Idrætsparken                                  |
| 26 de agosto de 1990   | Copenhaga        | Dinamarca          | Idrætsparken                                  |
| 29 de agosto de 1990   | Linz             | Áustria            | Linzer Stadion                                |
| 31 de agosto de 1990   | Berlim Leste     | Alemanha Oriental  | Weißensee Sportplatz                          |
| 1 de setembro de 1990  | Schüttorf        | Alemanha Ocidental | Schüttorf Festival Site                       |
| 2 de setembro de 1990  | Ulm              | Alemanha Ocidental | Ulm Open Air Festival                         |
| 4 de setembro de 1990  | Budapeste        | Hungria            | Hidegkuti Nándor Stadion                      |
| 5 de setembro de 1990  | Zagreb           | Iugoslávia         | Maksimir Stadion                              |
| 8 de setembro de 1990  | Módena           | Itália             | Stadio Alberto Braglia                        |
| 11 de setembro de 1990 | Gijón            | Espanha            | Hipódromo de las Mestas                       |
| 12 de setembro de 1990 | Madri            | Espanha            | Palacio de Deportes de la Comunidad de Madrid |
| 14 de setembro de 1990 | Lisboa           | Portugal           | Estádio José Alvalade                         |
| 16 de setembro de 1990 | Barcelona        | Espanha            | Estadi Olímpic de Montjuïc                    |
| América do Sul         |                  |                    |                                               |
| 20 de setembro de 1990 | Rio de Janeiro   | Brasil             | Praça da Apoteose                             |
| 22 de setembro de 1990 | São Paulo        | Brasil             | Estádio Palestra Itália                       |
| 23 de setembro de 1990 | São Paulo        | Brasil             | Estádio Palestra Itália                       |
| 25 de setembro de 1990 | São Paulo        | Brasil             | Olympia                                       |
| 27 de setembro de 1990 | Santiago         | Chile              | Estádio Nacional de Chile                     |
| 29 de setembro de 1990 | Buenos Aires     | Argentina          | Estádio Monumental de Núñez                   |